# Xã Union, Quận Conway, Arkansas
Xã Union (tiếng Anh: Union Township) là một xã thuộc quận Conway, tiểu bang Arkansas, Hoa Kỳ. Năm 2010, dân số của xã này là 740 người.